# Herbert Tiemer

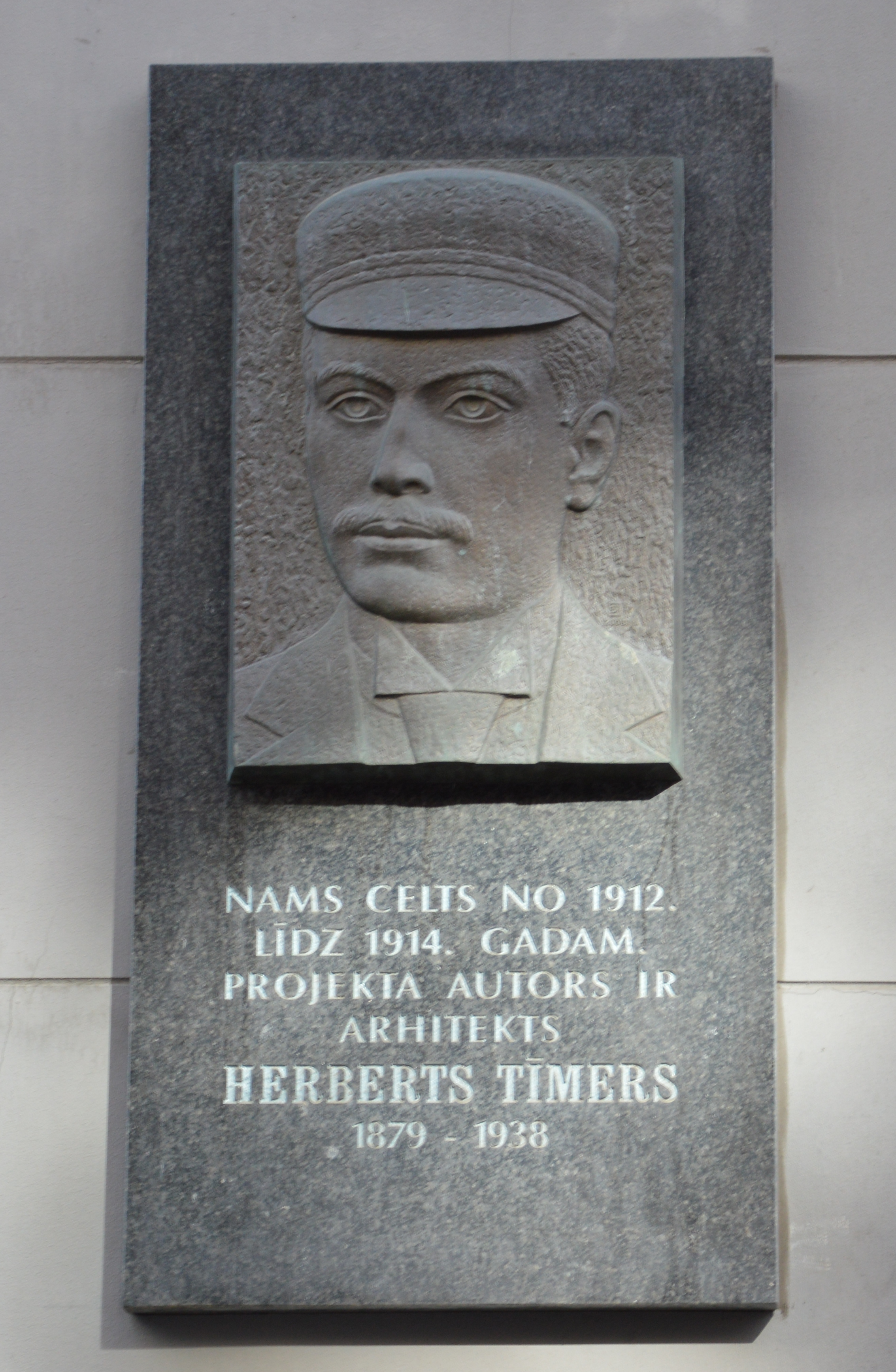
Tafel am Haus Wallstraße 3

Herbert Gustav Tiemer (lettisch Herberts Tīmers) (* 6. März 1879 in Riga; † 24. Oktober 1938 in Berlin) war ein deutsch-baltischer Architekt.

## Familie
Herbert Tiemers Vater war der Kaufmann, Ratsherr und Stadtrat Heinrich Tiemer; seine Mutter Louise geb. Bierich. Seine Brüder Paul und John waren als Ärzte tätig. Er war mit der ebenfalls in Riga geborenen Elisabeth Waldhauer (1885–1971), eine Tochter des Arztes Werner Robert Waldhauer, Enkelin von Carl Friedrich Werner Michael Waldhauer und einer Cousine von Oskar Waldhauer, verheiratet. Aus der Ehe ging der Sohn Werner Tiemer (1909–1970), sowie die Töchter Gerda Else (1912–2002) und Irmela Wojna (1915–1994) hervor.

## Studium und Beruf
Herbert Tiemer studierte am Polytechnikum Riga seit 1898 zunächst Maschinenbau, dann Architektur; 1905 studierte er an der TH Karlsruhe. Von 1909 bis 1914 hatte er ein eigenes Architekturbüro in Riga, wo er mehrere Gebäude baute. Am von 1912 bis 1914 errichteten Haus in der Wallstraße 3 (lettisch Vaļņu iela 3) in Riga befindet sich seit 2006 eine von Jānis Strupulis geschaffene, an Tiemer erinnernde Gedenktafel.
Von 1914 bis 1917 war er im russischen Heeresdienst; 1919 floh er nach Deutschland, wo er in Berlin als Erfinder lebte.

## Bauten
- Gebäude Wallstraße 3 (lettisch Vaļņu iela 3), Riga, 1912 bis 1914
- mit Max Deubner:  Wohn- und Geschäftshaus Kalkstraße 24 (Kaļķu iela 24), Riga, 1913 bis 1917[2]